# غويليرمي ماريناتو
غويليرمي ماريناتو (12 ديسمبر 1985 البرازيل - ) هو لاعب كرة قدم برازيلي، يلعب كحارس مرمى، شارك في بطولة أمم أوروبا 2016.

## وصلات خارجية
غويليرمي ماريناتو على موقع الاتحاد الأوربي (الإنجليزية)
- غويليرمي ماريناتو على موقع قاعدة بيانات كرة القدم.إي يو (الإنجليزية)
- غويليرمي ماريناتو على موقع ناشيونال فوتبول تيمز (الإنجليزية)
- غويليرمي ماريناتو على موقع Soccerway.com (الإنجليزية)
- غويليرمي ماريناتو على موقع عالم كرة القدم.نت (الإنجليزية)
- غويليرمي ماريناتو على موقع AS.com (الإسبانية)